# طوبال أزرق
طوبال أزرق (الاسم العلمي: Nyssa glauca) هو نوع من النباتات يتبع جنس الطوبال من الفصيلة القرانية.